# Langeoog
Langeoog este una dintre Insulele frizone orientale în Marea Nordului și aparține de landul Saxonia Inferioară, Germania.